# Meragisa boliviana
Meragisa boliviana är en fjärilsart som beskrevs av Paul Dognin 1921. Meragisa boliviana ingår i släktet Meragisa och familjen tandspinnare. Inga underarter finns listade i Catalogue of Life.